# Nguyễn Ngọc Như Quỳnh
Nguyen Ngoc Nhu Quynh, (även Mother Mushroom) född 1979 i Khánh Hoà, är en vietnamesisk bloggare och människorättsaktivist. 
Nguyen har genom sin blogg Mother Mushroom skrivit om frågor som rör miljö, korruption och demokrati i hemlandet Vietnam. Hon startade även ett nätverk av bloggare i Vietnam för att uppmuntra fler att göra sina röster hörda. Regimen i Vietnam har anklagat henne för att sprida propaganda och 2016 blev hon fängslad på grund av detta, något som skapade internationella protester. 
2017 tilldelades Nguyen International Women of Courage Award, men hon var då fängslad och fick under 2017 ett straff på 10 år. 
Nguyen släpptes år 2018 och fick asyl i USA tillsammans med sin familj.